# Campeonato Mineiro 1942
In 1942 werd het 28ste Campeonato Mineiro gespeeld voor voetbalclubs uit de Braziliaanse staat Minas Gerais. De competitie werd gespeeld van 10 mei tot 11 oktober en werd georganiseerd door de Federação Mineira de Futebol. Atlético werd kampioen.
Op 30 januari 1942 besloot de Braziliaanse president Getúlio Vargas dat namen van voetbalclubs niet mochten verwijzen naar de Asmogendheden in de Tweede Wereldoorlog, waardoor SS Palestra Itália de naam SE Palestra Mineiro aannam. Echter bleek ook deze wijziging te klein en op 2 oktober werd de naam in Ypiranga gewijzigd, de enige wedstrijd onder deze naam was een 2-1 nederlaag tegen Atlético. Op 7 oktober besloot de club dan om de naam Cruzeiro Esporte Clube aan te nemen. Na de heenronde trok Aeroporto, dat op dat moment 4 punten had, zich terug uit het profvoetbal.  

## Eindstand
| Plaats | Club             | Wed.           | W              | G              | V              | Saldo          | Ptn.           |
| ------ | ---------------- | -------------- | -------------- | -------------- | -------------- | -------------- | -------------- |
| 1.     | Atlético         | 10             | 10             | 0              | 0              | 30:6           | 20             |
| 2.     | Cruzeiro         | 10             | 6              | 2              | 2              | 20:9           | 14             |
| 3.     | Siderúrgica      | 10             | 4              | 2              | 4              | 15:15          | 10             |
| 4.     | Sete de Setembro | 10             | 3              | 1              | 6              | 11:23          | 7              |
| 5.     | América          | 10             | 2              | 1              | 7              | 12:21          | 5              |
| 6.     | Villa Nova       | 10             | 2              | 0              | 8              | 16:30          | 4              |
| 7.     | Aeroporto        | Teruggetrokken | Teruggetrokken | Teruggetrokken | Teruggetrokken | Teruggetrokken | Teruggetrokken |

|  | Kampioen                                      |
|  | Teruggetrokken na zes wedstrijden, degradatie |

### Kampioen
| Campeonato Mineiro de 1942 |
| -------------------------- |
| ATLÉTICO 10º Titel         |